# Carrusel

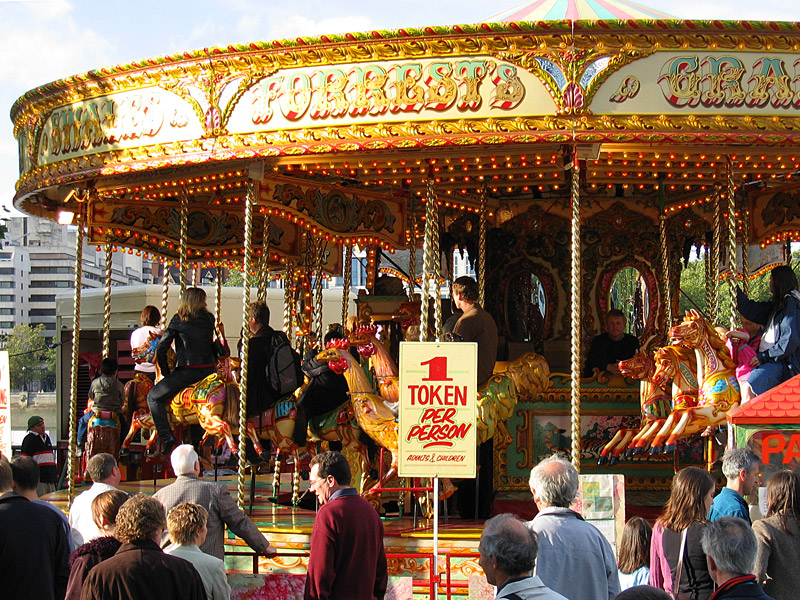
Un tiovivo en un festival veraniego en Londres, con sus animales tradicionales, luces y decoración.

Carrusel, caballitos, calesita o tiovivo son nombres para hacer referencia a un medio de diversión consistente en una plataforma rotatoria con asientos para los pasajeros. Con frecuencia los «asientos» tienen forma de caballo de madera, desplazados mecánicamente hacia arriba y hacia abajo para simular el galope. Normalmente, la música se repite mientras el carrusel da vueltas.
Aunque los carruseles modernos están fundamentalmente compuestos de caballos, los homólogos de periodos anteriores a menudo incluían diversas variedades de animales, como perros, caballos, conejos, cerdos y ciervos, por nombrar algunos.
Cualquier plataforma rotatoria también se puede llamar carrusel. En un parque de ocio, un carrusel es normalmente simple, la plataforma rotatoria es impulsada por los niños con barras o tiradores con los que los niños pueden agarrarse mientras corren. 
En un aeropuerto, las cintas transportadoras en la zona de recogida de equipajes se suelen llamar carruseles.
Himmelskibet, ubicado en los Jardines Tivoli (Copenhague, Dinamarca) es el carrusel más grande del mundo, mientras que el tiovivo en funcionamiento más antiguo está en la ciudad de Praga en el Letna Park.

## Historia

### Antecedentes militares
El primer carrusel del que se tiene información es el que aparece en un bajo relieve del Imperio Bizantino fechado hacia el año 500 de nuestra era, que muestra un grupo de personas dentro de cestas suspendidas de un poste central. La palabra «carrusel» tiene sus orígenes en el italiano garosello y español carosella («batalla pequeña»), usada por los cruzados para describir un ejercicio de entrenamiento para combate y un juego común entre los jinetes turcos y árabes hacia el 1100. En cierto sentido este dispositivo puede ser considerado un mecanismo para el entrenamiento de la caballería; reforzaba la preparación de los jinetes para la batalla al atacar con espadas de madera a muñecos que representan al enemigo.
Los cruzados descubrieron este método y llevaron la idea a sus señores y reyes en Europa. Allí el carrusel se mantuvo en secreto dentro de los castillos, siendo usado para el entrenamiento de los jinetes; los carruseles no eran mostrados al público en general. 
Para la caballería turca y árabe, se construyó un tiovivo cerca del año 1680 como aparato de entrenamiento mediante el proveedor de anillos, consistía de caballos de madera suspendidos de vigas soportadas por una columna central. Los jinetes apuntaban con lanzas, tratando de ensartar anillos ubicados alrededor de la calesita, movida por hombres, caballos o mulas. 

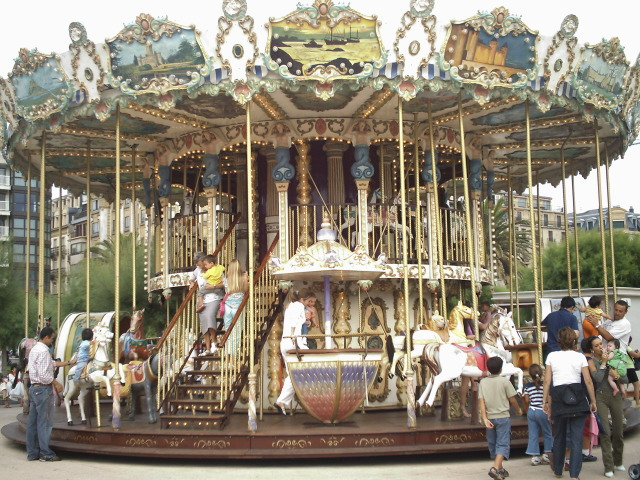
Tiovivo en San Sebastián (España)

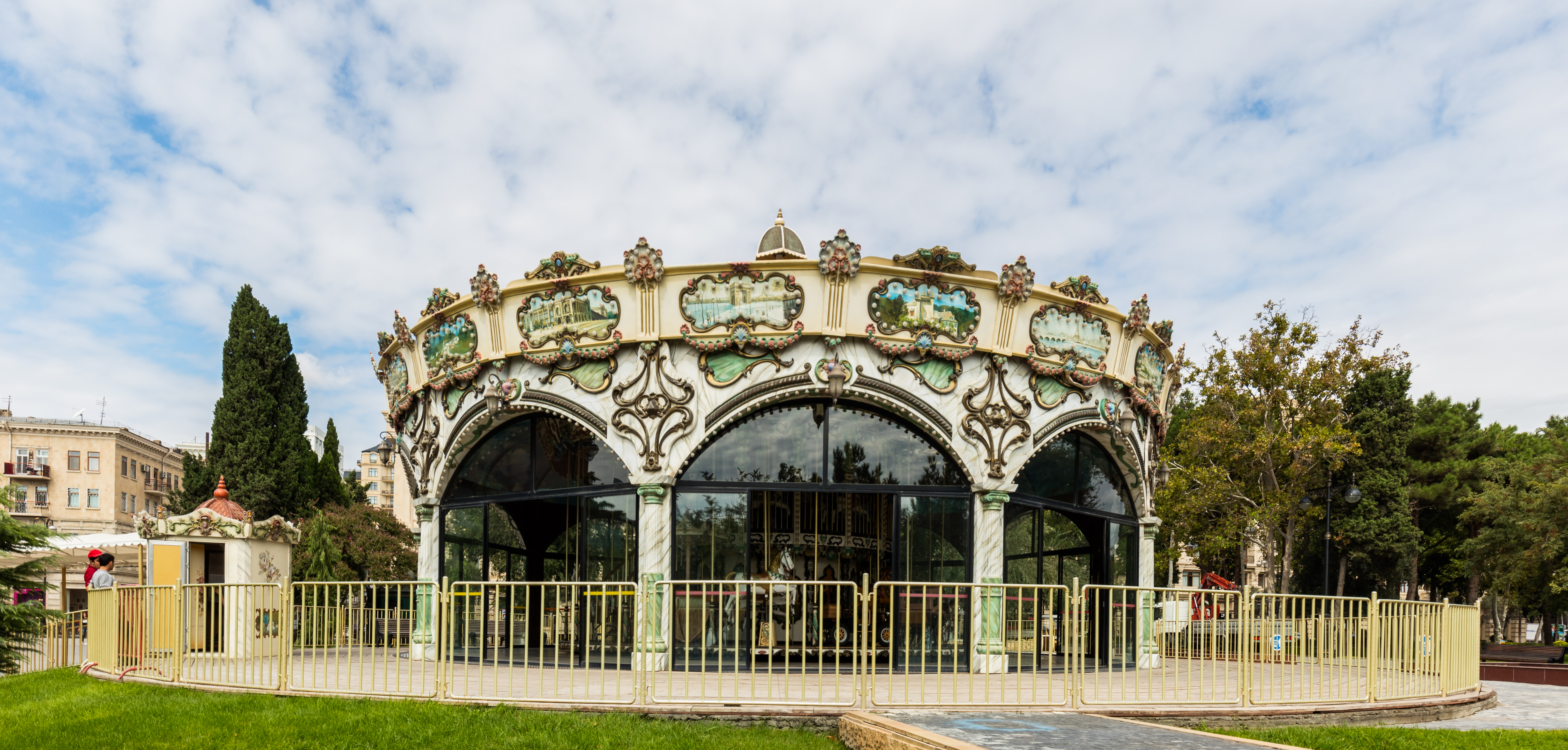
Tiovivo en Bakú (Azerbaiyán)

### Conversión en elemento de diversión

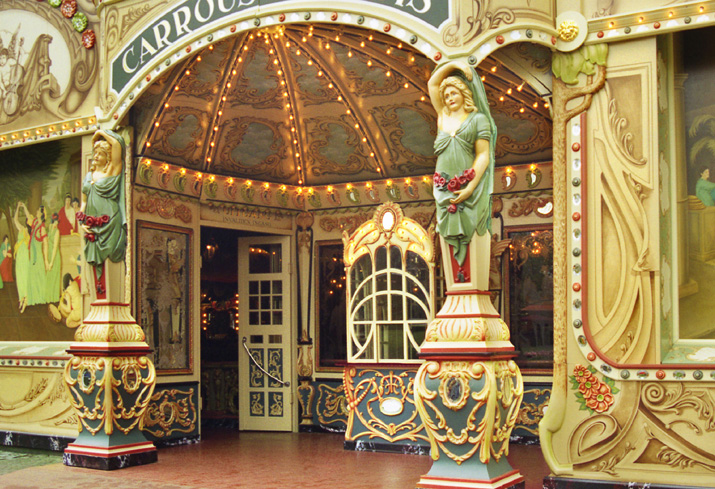
Entrada al Palacio del carrusel en Efteling

Con el pasar de los años se construyeron unos pequeños carruseles que fueron instalados en los jardines privados de la realeza. Al poco tiempo, con toda la pompa que existía por esa época en Francia, se armó un gran aparato que fue colocado en París en Le Place du Carrousel. Junto con un torneo de caballería muy lleno de galantería, consistente en «combatientes» que se lanzaban unos a otros bolas de yeso rellenas de perfume, por lo que aquellos que eran alcanzados despedirían olor por varios días. Una etapa interesante del carrusel fue la del proveedor de anillos, con el que los jinetes en los caballos tratarían de ensartar anillos suspendidos, a toda marcha. Por ello también se le conoce como juego de la sortija.
Con el desarrollo de las uniones de artesanos y la relativa liberación de los oficios en Europa, a principios del siglo XIX se estaban construyendo tiovivos y se estaban operando en distintas ferias y otras reuniones en la Europa Central y en Inglaterra.
Por ejemplo, en 1837, el fabricante de carros, Michael Dentzel, convirtió su negocio de fabricación de vagones en lo que es ahora la Alemania del sur, en una empresa de fabricación de carruseles. Los caballitos, animales y mecanismos se podían fabricar en los meses de invierno y su familia y trabajadores podían recorrer rutas en su tren de vagones por la región, operando su gran carrusel (menagerie) en distintos sitios.

 
Por esa época otros constructores como Heyn en Alemania y Bayol en Francia estaban también comenzando a construir carruseles. En forma similar Inglaterra estaba comenzando a desarrollar su propia tradición de fabricación de carruseles la que tendría un estilo distintivo.

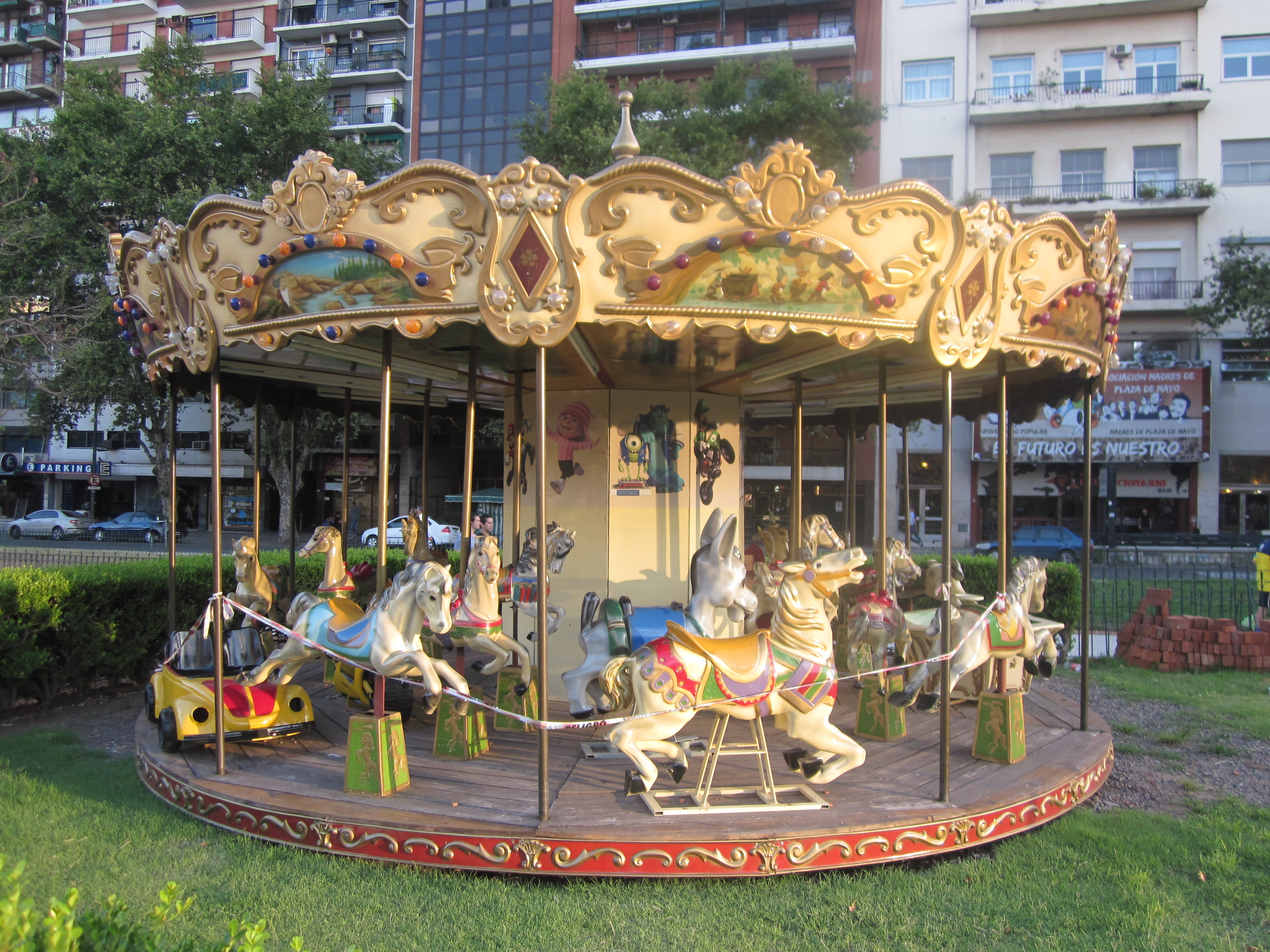
Calesita de la plaza del Congreso en Buenos Aires

 Las calesitas primitivas no tenían plataforma, sino que se colgaban los animales de postes o cadenas, los cuales se inclinaban hacia afuera al girar, por efecto de la fuerza centrífuga, simulando volar. Se les llamaba carruseles de caballos voladores. Normalmente eran propulsados por animales de tiro caminando en círculo, o por personas jalando una cuerda o moviendo un manubrio. Hacia la mitad del siglo XIX, se desarrolló el carrusel de plataforma, para reducir los riesgos a los niños, donde los animales y las carrozas se moverían en círculo sobre una plataforma circular suspendida del eje o poste central; se empezaron a construir con propulsión de vapor. Eventualmente, con los avances de la revolución industrial se empezaron a desarrollar mecanismos, con engranajes y cigüeñales, a fin de dar a los postes del cual colgaban los animales el típico movimiento de sube y baja, al desplazarse alrededor del poste central. Las plataformas servían de soporte a la parte inferior de los postes de suspensión a la vez que servían de plataforma para caminar por ella o para colocar sobre ella otros animales, carrozas, canoas simuladas y otros objetos. Era común tener órganos u otros instrumentos musicales automáticos y pronto aparecieron los motores eléctricos y las luces que dieron a los carruseles su estilo clásico. 
El tiovivo europeo más antiguo funciona en Praga, en Letna Park. 
En 1956 en Efteling, se conserva el Stoomcarrouselun, auténtico carrusel de vapor que data de 1895.

### Desarrollo en Argentina
Las calesitas en Buenos Aires han tenido un gran auge durante gran parte del siglo XX, la primera fue instalada entre 1867y 1870 en la actual Plaza Lavalle. Los primeros en construir una calesita en el país fueron Cirilo Bourrel, Francisco Meric y De la Huerta.  Actualmente existen calesitas en la gran mayoría de los barrios de la Ciudad de Buenos Aires habiendo un selecto grupo de más de 50 en funcionamiento, estando la mayoría instaladas en plazas y parques en la gran mayoría de los barrios de la ciudad. 
En Argentina es usual que la persona que opera la calesita el calesitero, se pare próximo a ella con una bocha de madera que posee insertada una clavija metálica removible que se llama sortija. El calesitero revuelve con una mano la bocha mientras la calesita da vueltas y los niños extienden sus manos intentando tomar la sortija, aquel que logra tomarla se gana la próxima vuelta gratis.
En Buenos Aires, las calesitas tienen un gran valor cultural, por lo que existe una ley que busca su protección, restauración, salvaguarda y preservación, garantizando su rol como parte de la identidad de la ciudad. Esta ley fue promovida por la Legislatura de la Ciudad Autónoma de Buenos Aires gracias a la Asociación Argentina de Calesiteros y Afines, quienes propusieron  la iniciativa en 2005 debido a la desaparición constante de calesitas.En 2007 se sanciona la Ley 2554 de la Legislatura Porteña que protege diferentes elementos del patrimonio urbano. Por el momento existen 34 calesitas protegidas bajo esta ley.

### Desarrollo en Estados Unidos
A pesar de que el carrusel se desarrolló gradualmente en países europeos como Alemania, Francia, Inglaterra e Italia, el desarrollo sufrió un fuerte impulso al sumarse los norteamericanos. 
Los pioneros fueron, principalmente Gustav Dentzel (hijo de Michael Dentzel), de Alemania y Dare de Inglaterra. Michael Dentzel envió a sus cuatro hijos a Norteamérica hacia 1850, uno de ellos, Gustav, llevó consigo en el barco de vapor un gran carrusel completo desarmado. Hacia comienzos de 1860 Gustav había armado el carrusel de su familia, en Filadelfia para investigar el mercado norteamericano. Tuvo mucho éxito, y simultáneamente fundó un taller de fabricación de tiovivos y muebles en Germantown. Este se convertiría con los años en centro de operaciones de una de las mayores familias fabricantes de carruseles de Norteamérica. Poco tiempo después otros fabricantes de tiovivos europeos comenzaron a llegar a Norteamérica. Muchos buenos ebanistas y pintores entrenados en Europa, trabajaron para las primeras empresas americanas. Dado que los Dentzel, eran de raíces alemanas, naturalmente emplearon a otros alemanes como los hermanos Muller y también a muchos italianos, como Salvador Chernigliaro.
Varios centros y estilos para construir carruseles surgieron en Estados Unidos, 
La producción estadounidense se puede clasificar en tres estilos de esculturas:
- El estilo de Filadelfia, con las compañías de William Dentzel, Daniel Carl Muller y Filadelfia Tobogán;
- El estilo de Coney Island (después de Coney Island Park), con Charles Carmel, Charles I. D. Looff, Marcus Charles Illions, Soloman Stein y Harry Goldstein (Stein & Goldstein) y Mangles;
- El estilo feria de condado, con las empresas Armitage Herschell, Allan Herschell, Spillman Edward de Upstate New York y Charles W. Parker de Kansas.

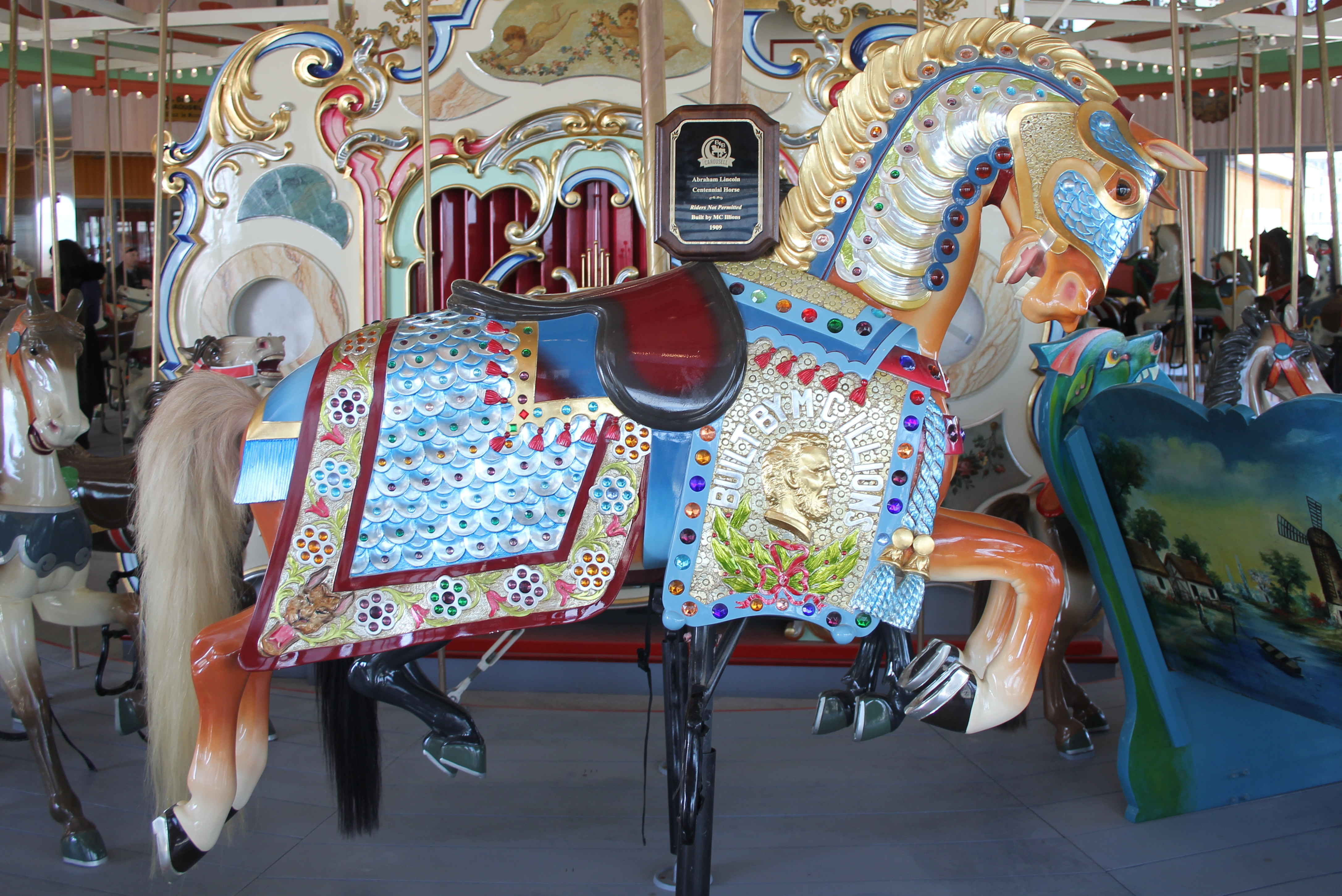
Un caballo de 1909 de Marcus Illions en el estilo Coney Island.
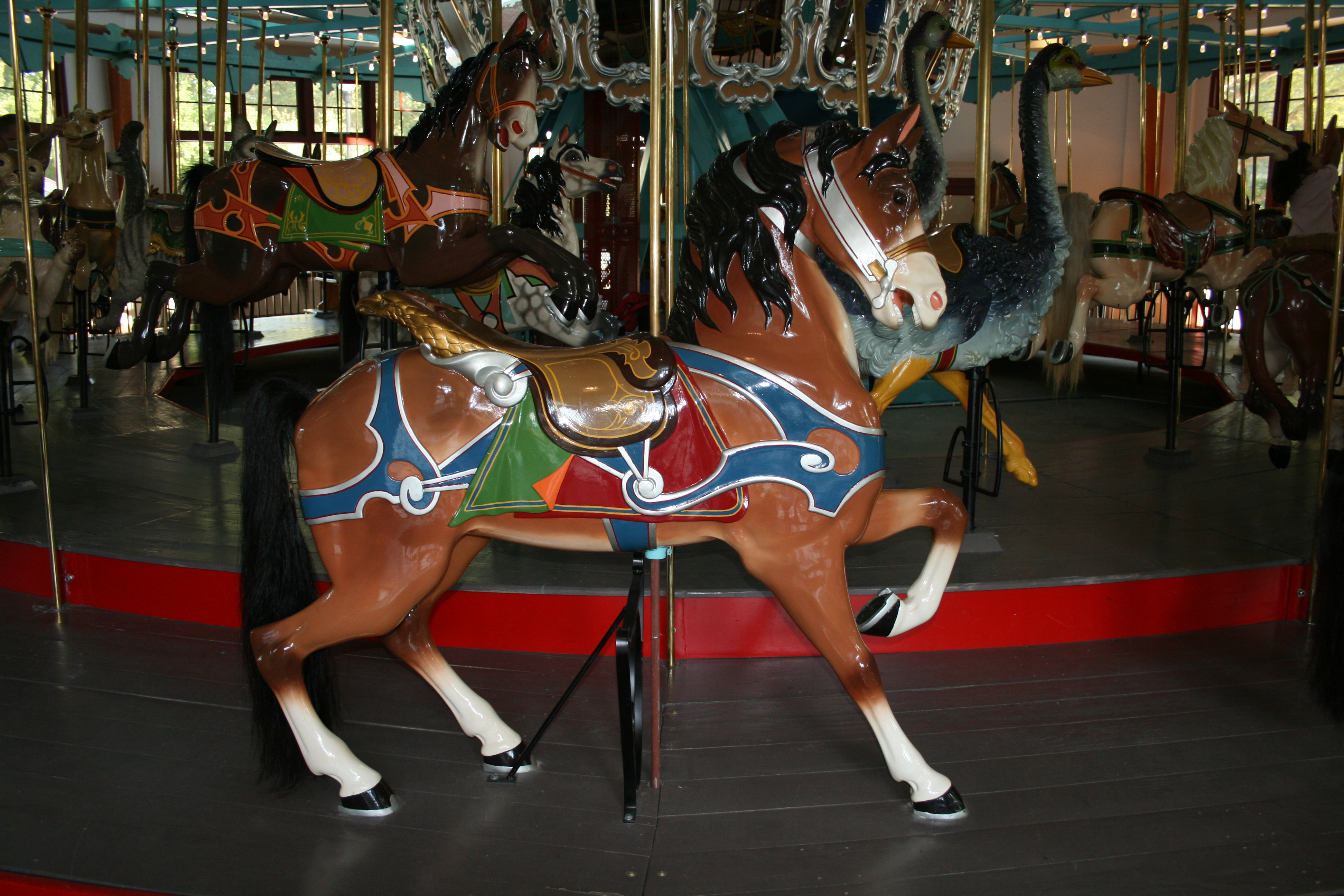
Caballo de 1900 de Salvatore Cernigliaro para Dentzel en el estilo Filadelfia.
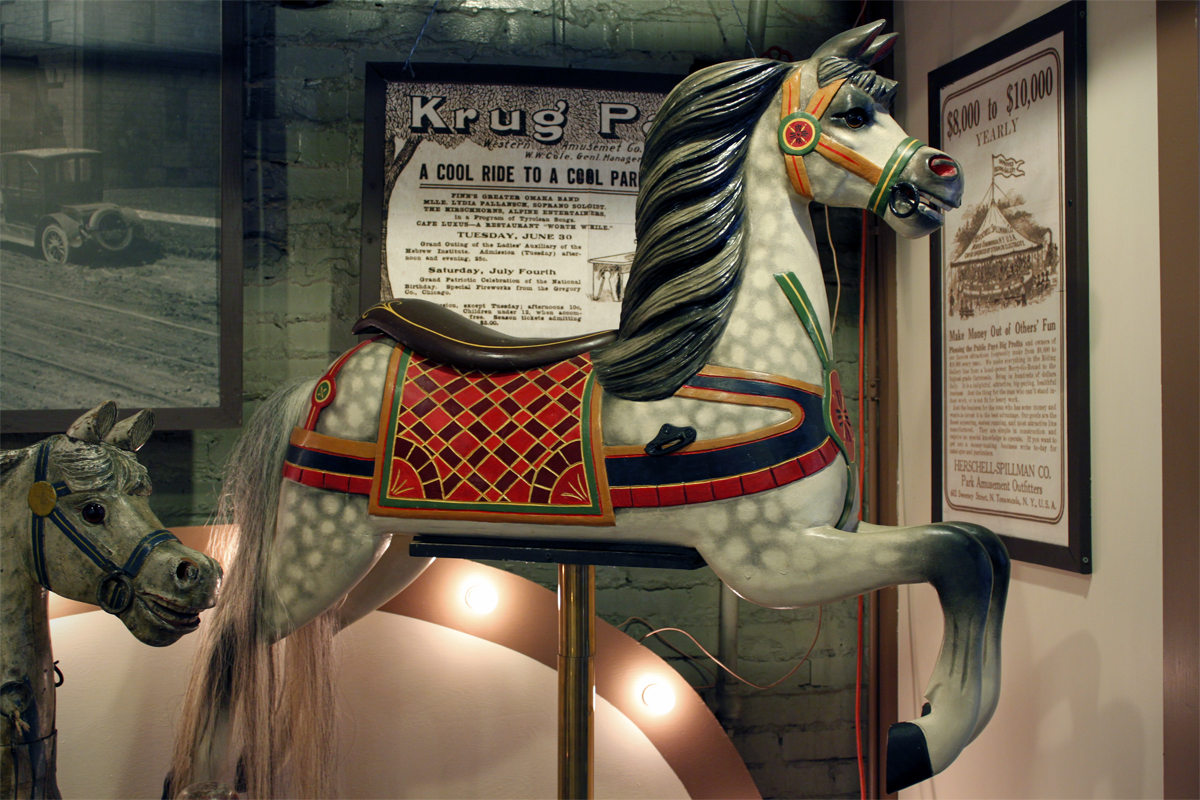
Caballo de carrusel de Allan Herschell Company en el estilo feria de condado.

Al principio, los Dentzel se volvieron conocidos por sus hermosos caballos y por el prodigioso uso de animales feroces en sus carruseles. Sus mecanismos, además, fueron considerados de entre los mejores, por su durabilidad y confiabilidad. Los hijos de Gustav, William y Edward, dirigieron la empresa hasta la muerte de William en 1927, momento en que la empresa fue subastada. Al mismo tiempo, varias empresas de carruseles entraron en bancarrota o se diversificaron en otros giros, debido a las dificultades de la Gran Depresión. Un joven Edward Dentzel, que estuvo operando tiovivos en el sur de California en esa época, decidió quedarse allí y convertirse en un constructor de casas de lujo en Beverly Hills, con el tiempo, él se convirtió en el alcalde de la ciudad al principio de la década de 1950.
Muchos especialistas en calesitas consideran que la era de esplendor de esta artefacto sucedió durante los comienzos del siglo XX en Norteamérica. Por esa época se construyeron máquinas muy grandes, con animales, carruajes, y decoraciones exquisitamente elaborados por artesanos europeos que habían emigrado a EE. UU. Para ello utilizaron grandes cantidades de madera apta para el tallado proveniente de los Apalaches, consistente en pino blanco, tilo, y álamo amarillo. Mientras que la mayoría de las figuras en los carruseles europeos posee una postura relativamente estática, las figuras usada en Norteamérica son de bestias representadas en posiciones de acción, con las patas en movimiento, ojos expresivos. El primer carrusel en Coney Island fue construido en 1876 por Charles I. D. Looff, un artesano de la madera de origen danés.
Existen algunos tiovivos que poseen dos pisos; los estadounidenses pusieron en marcha los primeros: el Columbia carrusel de Six Flags Great America (en Gurnee, Illinois) y,  en California Great America (en Santa Clara, en California).
William H. Dentzel de Port Townsend, Washington es el único descendiente de una familia tradicional de fabricantes de carruseles en EE. UU. que todavía sigue fabricando tiovivos de madera. Sus calesitas son similares a la homóloga más antigua que funciona en Estados Unidos en Watch Hill, R.I. (1893) que fuera construida por la empresa Dare, una máquina del modelo con "caballos voladores".

### Rusia
En la URSS de los años 1970 y 1980 el tiovivo no sólo era una característica de los parques de diversiones y de juegos, sino también una parte integral de la cultura urbana. Muchos lugares de juegos, que existían en cada patio, estaban equipados con un carrusel estándar con forma de flor, hecho de barras metálicas con seis asientos de madera sujetos a ellas.

### Origen del nombretiovivo
Joan Corominas recoge que el uso del término "tiovivo" está documentado en España desde finales del siglo XIX y que podría referirse a la "viveza" del "tío" que lo inventó. Sin embargo, una anécdota muy extendida (que a algunas fuentes parece inverosímil) narra un suceso extraordinario que habría ocurrido en Madrid el 17 de julio de 1834, durante una epidemia de cólera: Esteban Fernández (el "Tío Esteban"), propietario de un carrusel infantil de cuatro caballos de juguete en el Paseo de las Delicias, enfermó y fue dado por muerto; al pasar su cortejo fúnebre precisamente por delante de su negocio, se oyó su voz gritar "¡Estoy vivo!, ¡estoy vivo!"; con lo que la gente pasó a llamar "el Tío Vivo" al propio Esteban y a su negocio, que siguió regentando.

## Sentido de rotación
En EE. UU., México y Argentina, el carrusel va en sentido antihorario. En muchos países europeos (Reino Unido, Holanda, etc.), estos aparatos van en sentido contrario (horario).[cita requerida]

## En la cultura popular

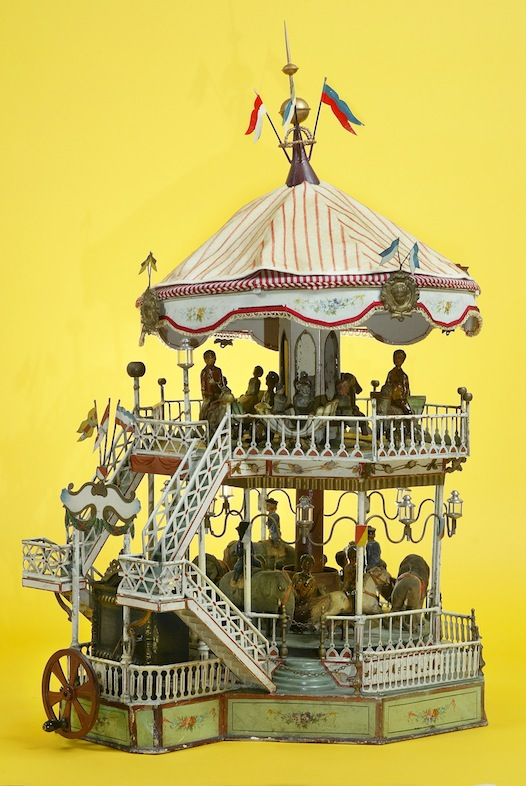
Juguete carrusel Marklin, la empresa de juguetes a partir de 1911, en la colección permanente del Museo de los Niños de Indianápolis.

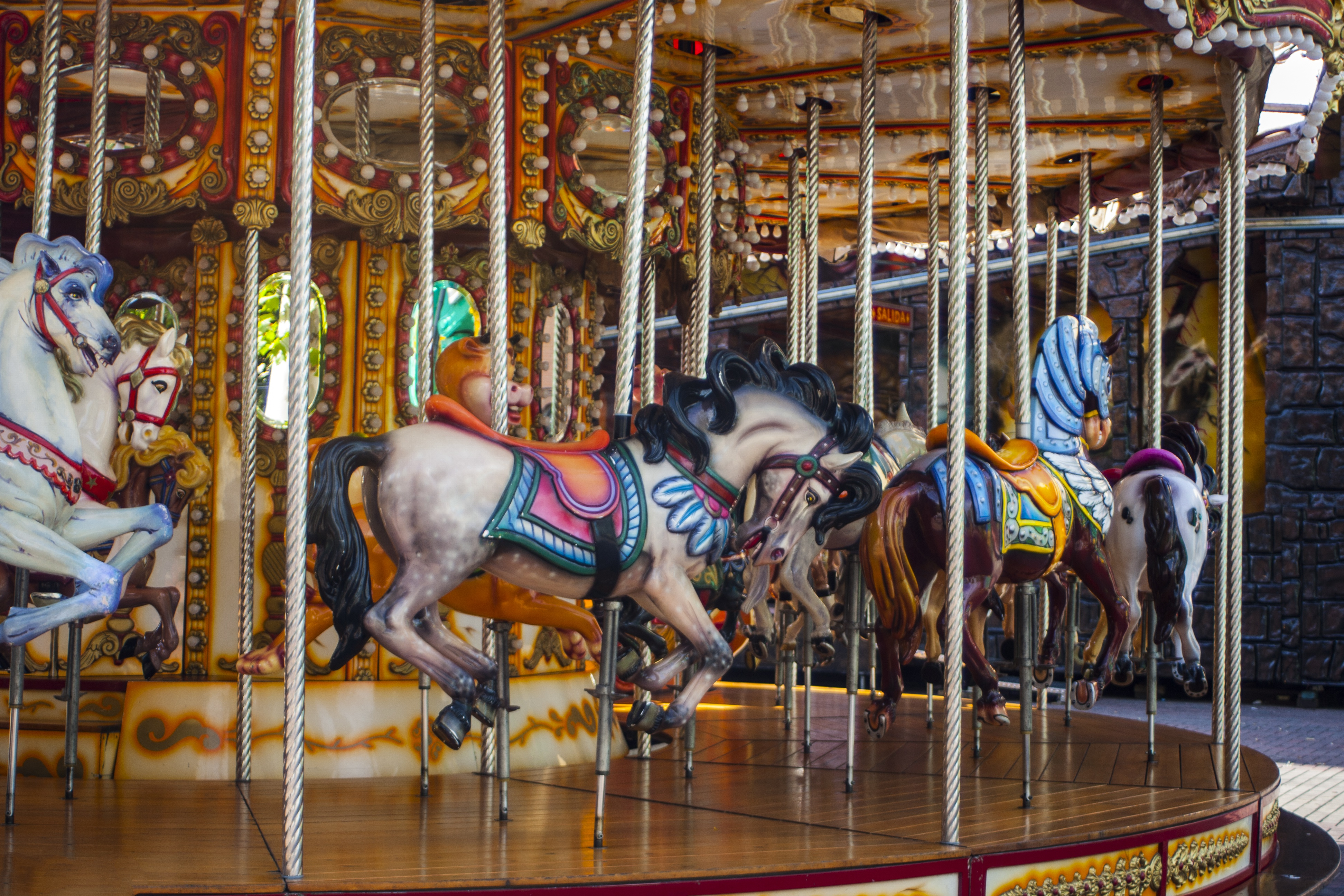
Carrusel, Albacete.

### Televisión y radio
En Televisa, a finales de 1989 y principios de 1991, fue emitida la serie Carrusel, que narraba las aventuras de una escuela dirigida por una arrogante directora y donde la profesora jefe de un grupo de alumnos de primaria era la Maestra Ximena, interpretada por Gabriela Rivero. La serie fue adaptada por el chileno Valentín Pimstein.
La serie de televisión argentina Para vestir santos, producida por Pol-ka y emitida por El Trece, tenía como apertura a las hermanas San Juan andando en calesita. Susi, Virgi y Male, quienes, en correspondencia con el título, no conseguían estar en pareja y consecuentemente casarse, eran las protagonistas de la serie. El significado de la apertura era tanto las vueltas (en sentido coloquial, la falta de decisión y los constantes problemas) de las hermanas en su vida, como la búsqueda de la sortija, como símbolo de matrimonio.
En la telenovela coreana Starway to Heaven, las imágenes principales muestran a los protagonistas saliendo al frente de un carrusel, el cual se observa a lo largo de la serie.
En el ámbito radiofónico, en España destaca Carrusel Deportivo, el programa más antiguo emitido a nivel nacional que continúa en emisión.

### Literatura
Como resulta obvio, los carruseles aparecen nombrados en la literatura de todas las culturas e idiomas, sobre todo en la literatura infantil. La literatura hispánica no podría ser una excepción: Antonio Machado le ha dedicado uno de sus poemas que se titula Pegasos, lindos pegasos. Y también Pío Baroja hizo un pequeño cuento titulado Elogio a los viejos caballos del tiovivo.

### Música
La Banda Electro/Pop/Rock/ CARRUSEL de la provincia de Tucumán, Argentina. Nace en el año 2014 integrada por Alejandro Arrieta en la voz, Fabricio Arnone en la guitarra, Miguel Arnone en los teclados, Santiago Arroyo en la batería y Geronimo Brandan en el bajo. Juntos deciden componer canciones con influencias del estilo musical y estético del pop, el rock y la electrónica. Es una banda que cuenta con un álbum homónimo producido artísticamente por Leo García y además con una extensa cantidad de shows en vivo debido a su puesta en escena y a su sonido, atractivo y contundente tanto en lo musical como en lo visual. Tuvo presencia en más de 90 shows en vivo en el año 2015, entre los mismos, festivales de gran convocatoria y exposición publicitaria como ser el Movistar Free Music, el Budweiser Made for Music o el Playing for Change Day. También tuvieron una gira por la costa atlántica argentina y giras por diferentes provincias del norte del país.
Ilan Chester también compuso un tema musical de nombre El Carrusel, el cual está incluido en su álbum Al Pie de la Letra (1987).
La banda brasileña de pop-rock Skank creó un CD de nombre "Carrossel".